# Ian Partridge
Ian Partridge CBE (Wimbledon, 12 juin 1938) est ténor lyrique anglais, dont le répertoire s'étend de Monteverdi, Bach et Haendel, les luth songs de l'époque élisabéthaine, le répertoire en allemand, français et  contemporaines par le biais de Schoenberg, Weill et Britten. Il a formé un célèbre duo chant-piano avec sa sœur, Jennifer Partridge, avec qui il a travaillé pendant plus de cinquante ans. Tout en se concentrant essentiellement sur les mélodies et le lied, l'oratorio, il a également enregistré de l'opéra et dispose d'une vaste discographie. Il est aujourd'hui professeur et jury et donne des classes de maître dans de nombreux pays.

## Biographie
Ian Harold Partridge naît en 1938 à Wimbledon. Il est choriste au New College d'Oxford de 1948 à 1952 et étudie la musique au Clifton College. Il étudie ensuite le piano et le chant au Royal College of Music, dès 1956. Il est obligé de quitter l'institution en raison d'un emploi rémunéré, interdit par le MRC, il est transféré à la Guildhall School of Music and Drama, où ses professeurs de chant sont Norman Walker et Roy Hickman. Il étudie également la direction d'orchestre avec Aylmer Buesst. Au cours de cette période, il se produit au West End theatre  dans le Luther de John Osborne. De 1958 à 1962, il chante au sein du Chœur de la Cathédrale de Westminster et travaille le plain-chant avec George Malcolm. Pendant un certain temps, il est aussi accompagnateur de piano. Il complète son instruction auprès de Benjamin Britten et Peter Pears
Il a fait ses débuts en 1958, à Bexhill dans le Messie de Haendel et entame une carrière de soliste en 1962. Il forme le célèbre duo chant-piano duo avec sa sœur, Jennifer Partridge, avec qui il donné plus de 430 récitals sur une période de cinquante-deux ans. À l'occasion, en Syrie, toutes les places ont été vendues, jusqu'à ce que le public découvre que les interprètes n'avaient rien à voir avec la série télévisée, The Partridge Family.
Partridge n'est apparu qu'une seule fois à l'opéra à Covent Garden, en interprétant le rôle de Lopas dans Les Troyens de Berlioz sous la direction de Colin Davis, œuvre qu'il a enregistrée plus tard.
En 1973, son enregistrement de Die schöne Müllerin de  Schubert, était le premier enregistrement du cycle en disque vinyle et a été élu meilleur enregistrement par Record Review.
Pour Thames Television, il a chanté le rôle-titre  du Saint Nicolas de Benjamin Britten, qui a remporté le Prix Italia en 1977. Avec Pierre Boulez, Partridge a enregistré Die Jakobsleiter de Schoenberg, Der Rose Pilgerfahrt de Schumann, et Le Rossignol de  Stravinsky.
Ian Partridge s'est produit en récital et en concert dans de nombreux pays. Il a collaboré avec l'actrice Prunella Scales dans plus de 350 représentations de « Une soirée avec la Reine Victoria » partout dans le monde, chantant des chansons composées par le Prince Albert. Il a joué Façade de Walton au Concertgebouw d'Amsterdam avec la veuve du compositeur, Lady Walton.
Il a été président de l'Incorporated Society of Musicians. Il a été nommé commandeur de l'ordre de l'Empire britannique (CBE) en 1992, lors des honneurs de la nouvelle année, pour services rendus à la musique. Il a donné son récital d'adieu le 9 octobre 2008 à l'Oxford Lieder Festival.
Il donne depuis des classes de maître sur le Lied, les songs anglaises et la musique ancienne, notamment à Aldeburgh, Vancouver, Ravinia, Trondheim, Versailles et Helsinki. Il continue de mener des weekends de chant en résidence, comme son cours annuel au Jackdaws Music Education Trust et est professeur à l'Académie royale de musique depuis 1996.

## Discographie sélective
- Marc-Antoine Charpentier :  Magnificat à trois voix d’hommes H 73 - Ian Partridge, James Griffett (t), Michael George (b), La Grande Écurie et la Chambre du Roy, Jean-Claude Malgoire. LP CBS Sony 1979.

- Marc-Antoine Charpentier, Te Deum H 146  Felicity Lott, Eiddwen Harry, Charles Brett, Stephen Roberts, Choir of King's College Cambridge, Academy of St. Martin-in-the-Field, Philip Ledger, conductor, LP Emi 1978 report CD 1989
- Hector Berlioz, Les Troyens, (role de Iopas) Choeur et orchestre de Coven garden, dir. Colin Davis. 4 LP Philipps 1969 report CD. Diapason d'or